# فیرسدال
فیرسدال، شهری در نروژ است. شهرداری فیرسدال در منطقه تلمارک که سابقاً یک استان بود واقع شده‌است. در حال حاضر شهر فیرسدال متعلق به استان وستفولد اوگ تلمارک است. این شهر در منطقه سنتی تلمارک غربی واقع شده و مرکز اداری این شهرداری روستای مولاند است.
شهرداری مولاند که در تقسیمات سابق کشوری یک فرمانداری جزء بود در ۱ ژانویه ۱۸۳۸ تأسیس شده‌است. در سال ۱۸۷۹، نام قبلی که مولاند بود، به فیرسدال، تغییر یافت.
مهمترین فعالیت‌های اقتصادی در این منطقه، تولیدات کشاورزی، جنگلداری، تجارت و گردشگری و همچنین صنایع تولید نیرو هستند. فیرسدال، به خاطر یافته‌های فراوان خود از دوران وایکینگ‌ها، از جمله گوردخمه‌ها و آثار باقی مانده از جنگ‌ها شناخته شده‌است. در شمال مرکز این شهر، سابقاُ یک کلیسا، متعلق به دوران اول مسیحیت وجود داشت که مرکز زیارت بوده‌است.